# 基欧尔乌帕齐拉
基歐爾乌帕齐拉是孟加拉国馬尼格甘傑縣的一个乌帕齐拉，位於達卡專區的馬尼格甘傑縣。。

## 人口
據1991年孟加拉國人口普查，基歐爾共有戶數24413戶，人口127521人。其中男性佔比50.2%，女性佔比49.8%；成年人口68107人。該地7歲以上人口之平均識字率為31.2%。